# SHARE SMILE
TOKYO SMART DRIVER SHARE SMILE（トウキョウ・スマート・ドライバー・シェア・スマイル）は、2008年4月1日から2009年12月31日までJ-WAVEで放送されていたラジオ番組。提供は東京スマートドライバー。

## 概要
放送開始当初はナビゲーターはKIKIのみで、月曜から木曜は毎週1組のゲストを招いての対談。金曜は「SMART FRIDAY」と題して、KIKIに加えて小山薫堂が東京スマートドライバーの発起人として出演し、同プロジェクトのコンセプトを元にしたトピックスを紹介していた。
2009年5月11日からは番組がリニューアルされ、小山が新たにレギュラーナビゲーターとして加入。月曜から金曜の5日間を通して小山・KIKIとゲストが対談をする形式の番組となった。

## 放送時間
- 月曜-金曜 21:50-22:00

終了に伴い、Jam the WORLDが拡張された（1時間番組化）。

## ナビゲーター
- 小山薫堂（2009年5月11日-2009年12月31日、番組開始当初から2009年5月8日までは毎週金曜のみ出演）
- KIKI（2008年4月1日-2009年12月31日）

## 特別番組
- 2009年5月5日 TOKYO SMART DRIVER presents TOKYO APPLAUSE (9:00-17:55)

J-WAVE HOLIDAY SPECIALとして放送。小山薫堂、KIKIがナビゲーターを担当した。